# Władcy Węgier
Lista władców Węgier (od 1102 jednocześnie królów Chorwacji).

## Książęta Węgier

### Arpadowie
| # | Imię                            |  | Urodzony      | Zmarł                           | Początek panowania | Koniec panowania | Rodzice       |
| - | ------------------------------- |  | ------------- | ------------------------------- | ------------------ | ---------------- | ------------- |
| 1 | Arpad Árpád                     |  | 845/850       | 907                             | 896                | 907              | Almos ???     |
| 2 | Zoltán Zolta                    |  | ok. 896       | ok. 947                         | 907                | 947              | Arpad ???     |
| 3 | Fajsz Falicsi                   |  | ???           | ???                             | 947                | 955              | Jutocsa ???   |
| 4 | Taksony                         |  | ok. 931       | ok. 970                         | 955                | 970              | Zoltán ???    |
| 5 | Gejza Géza                      |  | ok. 949       | 1 lutego 997                    | 970                | 997              | Taksony ???   |
| 6 | Stefan I Święty I. Szent István |  | 975 Ostrzyhom | 15 sierpnia 1038 Székesfehérvár | 997                | 1000/1001        | Gejza Sarolta |

## Królowie Węgier

### Arpadowie
| #  | Imię                                  |  | Urodzony          | Zmarł                           | Początek panowania                    | Koniec panowania     | Rodzice                                      |
| -- | ------------------------------------- |  | ----------------- | ------------------------------- | ------------------------------------- | -------------------- | -------------------------------------------- |
| 6  | Stefan I Święty I. Szent István       |  | 975 Ostrzyhom     | 15 sierpnia 1038 Székesfehérvár | 25 grudnia 1000 (lub 1 stycznia 1001) | 15 sierpnia 1038     | Gejza Sarolta                                |
| 7  | Piotr Orseolo Orseolo Péter           |  | 1011 Wenecja      | 30 sierpnia 1059 Székesfehérvár | 15 sierpnia 1038                      | 1041                 | Otton Orseolo nieznana z imienia córka Gejzy |
| 8  | Samuel Aba Aba Sámuel                 |  | 990               | 5 lipca 1044 Ménfö              | 1041                                  | 5 lipca 1044         | Csaba nieznana                               |
| 7  | Piotr Orseolo Orseolo Péter           |  | 1011 Wenecja      | 30 sierpnia 1059 Székesfehérvár | 1044                                  | 1046                 | Otton Orseolo nieznana z imienia córka Gejzy |
| 9  | Andrzej I Biały I. Fehér András       |  | ok. 1015          | 27 stycznia 1061 Zirc           | 1046                                  | 27 stycznia 1061     | Vazul ???                                    |
| 10 | Bela I I. Béla                        |  | 1016              | 11 września 1063                | 27 stycznia 1061                      | 11 września 1063     | Vazul ???                                    |
| 11 | Salomon Salamon                       |  | 1052/1053         | 1086/1087 Pula                  | 11 września 1063                      | 28 października 1074 | Andrzej I Anastazja Jarosławówna             |
| 12 | Gejza I I. Géza                       |  | ok. 1045          | 25 kwietnia 1077                | 28 października 1074                  | 25 kwietnia 1077     | Bela I nieznana z imienia córka Mieszka II   |
| 13 | Władysław I Święty I. Szent László    |  | 27 czerwca 1048   | 29 lipca 1095 Nitra             | 25 kwietnia 1077                      | 29 lipca 1095        | Bela I nieznana z imienia córka Mieszka II   |
| 14 | Koloman Uczony Könyves Kálmán         |  | ok. 1070          | 3 lutego 1116 Székesfehérvár    | 29 lipca 1095                         | 3 lutego 1116        | Gejza I Zofia von Looz                       |
| 15 | Stefan II II. István                  |  | ok. 1101          | 1 marca 1131 Oradea             | 3 lutego 1116                         | 1 marca 1131         | Koloman Uczony Felicja Sycylijska            |
| 16 | Bela II Ślepy II. Vak Béla            |  | 1110 Ostrzyhom    | 13 lutego 1141                  | 1 marca 1131                          | 13 lutego 1141       | Almos Przedsława Światopełkówna              |
| 17 | Gejza II II. Géza                     |  | ok. 1130          | 31 maja 1162                    | 13 lutego 1141                        | 31 maja 1162         | Bela II Ślepy Ilona Serbska                  |
| 18 | Stefan III III. István                |  | 1147 Ostrzyhom    | 4 marca 1172                    | 31 maja 1162                          | lipiec 1162          | Gejza II Eufrozyna Mścisławówna              |
| 19 | Władysław II II. László               |  | 1131              | 14 stycznia 1163                | lipiec 1162                           | 14 stycznia 1163     | Bela II Ślepy Ilona Serbska                  |
| 20 | Stefan IV IV. István                  |  | 1133 Buda         | 11 kwietnia 1165 Ostrzyhom      | 14 stycznia 1163                      | 11 kwietnia 1165     | Bela II Ślepy Ilona Serbska                  |
| 18 | Stefan III III. István                |  | 1147 Ostrzyhom    | 4 marca 1172                    | 19 czerwca 1163                       | 4 marca 1172         | Gejza II Eufrozyna Mścisławówna              |
| 21 | Bela III III. Béla                    |  | 1148              | 24 kwietnia 1196                | 4 marca 1172                          | 24 kwietnia 1196     | Gejza II Eufrozyna Mścisławówna              |
| 22 | Emeryk Imre                           |  | 1174              | 26 sierpnia 1204                | 24 kwietnia 1196                      | 26 sierpnia 1204     | Bela III Agnieszka z Châtillon               |
| 23 | Władysław III III. László             |  | 1201              | 7 maja 1205 Wiedeń              | 26 sierpnia 1204                      | 7 maja 1205          | Emeryk Arpadowicz Konstancja Aragońska       |
| 24 | Andrzej II II. András                 |  | 1176              | 26 października 1235 Buda       | 7 maja 1205                           | 26 października 1235 | Bela III Agnieszka z Châtillon               |
| 25 | Bela IV IV. Béla                      |  | 1206              | 3 maja 1270 Buda                | 26 października 1235                  | 3 maja 1270          | Andrzej II Gertruda z Meran                  |
| 26 | Stefan V V. István                    |  | ok. 1239          | 6 sierpnia 1272 Csepel          | 3 maja 1270                           | 6 sierpnia 1272      | Bela IV Maria Laskarina                      |
| 27 | Władysław IV Kumańczyk IV. Kun László |  | ok. 1262          | 10 czerwca 1290 Körösszeg       | 6 sierpnia 1272                       | 10 czerwca 1290      | Stefan V Elżbieta Kumanka                    |
| 28 | Andrzej III III. András               |  | 1265/1270 Wenecja | 14 stycznia 1301 Buda           | 10 czerwca 1290                       | 14 stycznia 1301     | Stefan Pogrobowiec Tomasina Morosini         |

### Przemyślidzi
| #  | Imię                      |  | Urodzony                  | Zmarł                     | Początek panowania | Koniec panowania    | Rodzice                            |
| -- | ------------------------- |  | ------------------------- | ------------------------- | ------------------ | ------------------- | ---------------------------------- |
| 29 | Wacław Czeski Cseh Vencel |  | 6 października 1289 Praga | 4 sierpnia 1306 Ołomuniec | 14 stycznia 1301   | 9 października 1305 | Wacław II Czeski Guta von Habsburg |

### Wittelsbachowie
| #  | Imię                                               |  | Urodzony                  | Zmarł                     | Początek panowania | Koniec panowania | Rodzice                       |
| -- | -------------------------------------------------- |  | ------------------------- | ------------------------- | ------------------ | ---------------- | ----------------------------- |
| 30 | Otton Bawarski (Bela V) Wittelsbach Ottó (V. Béla) |  | 11 lutego 1261 Burghausen | 9 listopada 1312 Landshut | 6 grudnia 1305     | 1308 (1312)      | Henryk XIII Bawarski Elżbieta |

### Andegawenowie
| #  | Imię                                |  | Urodzony              | Zmarł                    | Początek panowania | Koniec panowania | Rodzice                                 |
| -- | ----------------------------------- |  | --------------------- | ------------------------ | ------------------ | ---------------- | --------------------------------------- |
| 31 | Karol I Robert I. Károly Róbert     |  | 1288 Neapol           | 16 lipca 1342 Wyszehrad  | 27 sierpnia 1310   | 16 lipca 1342    | Karol Martel Klemencja Habsburg         |
| 32 | Ludwik I Wielki I. Nagy Lajos       |  | 5 maja 1326 Wyszehrad | 10 września 1382 Trnawa  | 21 lipca 1342      | 10 września 1382 | Karol I Robert Elżbieta Łokietkówna     |
| 33 | Maria I Andegaweńska I. Anjou Mária |  | 1371                  | 17 maja 1395 Buda        | 11 września 1382   | grudzień 1385    | Ludwik Węgierski Elżbieta Bośniaczka    |
| 34 | Karol II Mały II. Kis Károly        |  | 1345 Neapol           | 24 lutego 1386 Wyszehrad | 31 grudnia 1385    | 24 lutego 1386   | Ludwik z Durazzo Małgorzata Sanseverino |
| 33 | Maria I Andegaweńska I. Anjou Mária |  | 1371                  | 17 maja 1395 Buda        | luty 1386          | 17 maja 1395     | Ludwik Węgierski Elżbieta Bośniaczka    |

### Luksemburgowie
| #  | Imię                                     |  | Urodzony                     | Zmarł                 | Początek panowania | Koniec panowania | Rodzice                                 |
| -- | ---------------------------------------- |  | ---------------------------- | --------------------- | ------------------ | ---------------- | --------------------------------------- |
| 35 | Zygmunt Luksemburski Luxemburgi Zsigmond |  | 14/15 lutego 1368 Norymberga | 9 grudnia 1437 Znojmo | 31 marca 1387      | 9 grudnia 1437   | Karol IV Luksemburski Elżbieta pomorska |

### Habsburgowie
| #  | Imię                              |  | Urodzony                | Zmarł                         | Początek panowania | Koniec panowania     | Rodzice                                    |
| -- | --------------------------------- |  | ----------------------- | ----------------------------- | ------------------ | -------------------- | ------------------------------------------ |
| 36 | Albrecht Habsburg Habsburg Albert |  | 10 sierpnia 1397 Wiedeń | 27 października 1439 Neszmély | 18 grudnia 1437    | 27 października 1439 | Albrecht IV Habsburg Joanna Zofia Bawarska |

### Jagiellonowie
| #  | Imię                                     |  | Urodzony                    | Zmarł                   | Początek panowania | Koniec panowania  | Rodzice                                |
| -- | ---------------------------------------- |  | --------------------------- | ----------------------- | ------------------ | ----------------- | -------------------------------------- |
| 37 | Władysław I Warneńczyk I. Várnai Ulászló |  | 31 października 1424 Kraków | 10 listopada 1444 Warna | 15 maja 1440       | 10 listopada 1444 | Władysław II Jagiełło Zofia Holszańska |

### Habsburgowie
| #  | Imię                                         |  | Urodzony               | Zmarł                   | Początek panowania            | Koniec panowania  | Rodzice                                    |
| -- | -------------------------------------------- |  | ---------------------- | ----------------------- | ----------------------------- | ----------------- | ------------------------------------------ |
| 38 | Władysław V Pogrobowiec V. Utószülött László |  | 22 lutego 1440 Komárom | 23 listopada 1457 Praga | 1444 Antykról od 15 maja 1440 | 23 listopada 1457 | Albrecht II Habsburg Elżbieta Luksemburska |

### Hunyady
| #  | Imię                             |  | Urodzony                 | Zmarł                  | Początek panowania | Koniec panowania | Rodzice                       |
| -- | -------------------------------- |  | ------------------------ | ---------------------- | ------------------ | ---------------- | ----------------------------- |
| 39 | Maciej I Korwin I.Hunyadi Mátyás |  | 23 lutego 1443 Koloszwar | 6 kwietnia 1490 Wiedeń | 24 stycznia 1458   | 6 kwietnia 1490  | Jan Hunyady Elżbieta Szilágyi |

### Jagiellonowie
| #  | Imię                     |  | Urodzony            | Zmarł                   | Początek panowania                       | Koniec panowania | Rodzice                                        |
| -- | ------------------------ |  | ------------------- | ----------------------- | ---------------------------------------- | ---------------- | ---------------------------------------------- |
| 40 | Władysław II II. Ulászló |  | 1 marca 1456 Kraków | 13 marca 1516 Buda      | 15 lipca 1490                            | 13 marca 1516    | Kazimierz IV Jagiellończyk Elżbieta Rakuszanka |
| 41 | Ludwik II II. Lajos      |  | 1 lipca 1506 Praga  | 29 sierpnia 1526 Mohacz | 13 marca 1516 Koregent od 4 czerwca 1508 | 29 sierpnia 1526 | Władysław II Jagiellończyk Anna de Foix        |

W 1526, po śmierci Ludwika II Jagiellończyka w bitwie pod Mohaczem, na króla Węgier przez zgromadzenia szlacheckie w Tokaju (X 1526) i w Székesfehérvárze (XI 1526) został wybrany Jan Zápolya. W grudniu tego roku jednak magnaci pod wodzą rodu Frangepán obwołali w Cetinie królem arcyksięcia Austrii Ferdynanda Habsburga, młodszego brata cesarza Karola V.

### Zápolyowie
| #  | Imię                                               |  | Urodzony                | Zmarł                       | Początek panowania | Koniec panowania | Rodzice                           |
| -- | -------------------------------------------------- |  | ----------------------- | --------------------------- | ------------------ | ---------------- | --------------------------------- |
| 42 | Jan I Zápolya I.Szapolyai János                    |  | 1487 Spiskie Podgrodzie | 22 lipca 1540 Sebeș         | 10 listopada 1526  | 22 lipca 1540    | Stefan Zápolya Jadwiga cieszyńska |
| 43 | Jan II Zygmunt Zápolya II.Szapolyai János Zsigmond |  | 7 lipca 1540 Buda       | 14 marca 1571 Gyulafehérvár | 22 lipca 1540      | 16 sierpnia 1571 | Jan Zápolya Izabela Jagiellonka   |

### Habsburgowie
| #  | Imię                                |  | Urodzony                   | Zmarł                           | Początek panowania                                | Koniec panowania          | Rodzice                                                   |
| -- | ----------------------------------- |  | -------------------------- | ------------------------------- | ------------------------------------------------- | ------------------------- | --------------------------------------------------------- |
| 42 | Ferdynand I I. Ferdinánd            |  | 10 marca 1503 Madryt       | 25 lipca 1564 Wiedeń            | 16 grudnia 1526                                   | 25 lipca 1564             | Filip I Piękny Joanna Szalona                             |
| 43 | Maksymilian Miksa                   |  | 31 lipca 1527 Wiedeń       | 12 października 1576 Regensburg | 25 lipca 1564 Koregent od 8 września 1563         | 12 października 1576      | Ferdynand I Habsburg Anna Jagiellonka                     |
| 44 | Rudolf                              |  | 18 lipca 1552 Wiedeń       | 20 stycznia 1612 Praga          | 12 października 1576 Koregent od 25 września 1572 | 26 czerwca 1608 Abdykował | Maksymilian II Habsburg Maria Hiszpańska                  |
| 45 | Maciej II II. Mátyás                |  | 24 lutego 1557 Wiedeń      | 20 marca 1619 Wiedeń            | 26 czerwca 1608                                   | 20 marca 1619             | Maksymilian II Habsburg Maria Hiszpańska                  |
| 46 | Ferdynand II II. Ferdinánd          |  | 9 lipca 1578 Graz          | 15 lutego 1637 Wiedeń           | 20 marca 1619 Koregent od 1 czerwca 1618          | 15 lutego 1637            | Karol Styryjski Maria Anna Bawarska                       |
| 47 | Ferdynand III III. Ferdinánd        |  | 13 lipca 1608 Graz         | 2 kwietnia 1657 Wiedeń          | 15 lutego 1637 Koregent od 8 grudnia 1625         | 2 kwietnia 1657           | Ferdynand II Habsburg Maria Anna Bawarska                 |
| 48 | Ferdynand IV IV. Ferdinánd koregent |  | 8 września 1633 Wiedeń     | 9 lipca 1654 Wiedeń             | 16 czerwca 1647                                   | 9 lipca 1654              | Ferdynand III Habsburg Maria Anna Habsburg                |
| 49 | Leopold I I. Lipót                  |  | 9 czerwca 1640 Wiedeń      | 5 maja 1705 Wiedeń              | 2 kwietnia 1657 Koregent od 27 czerwca 1655       | 5 maja 1705               | Ferdynand III Habsburg Maria Anna Habsburg                |
| 50 | Józef I I. József                   |  | 26 lipca 1678 Wiedeń       | 17 kwietnia 1711 Wiedeń         | 5 maja 1705 Koregent od 9 grudnia 1687            | 17 kwietnia 1711          | Leopold I Habsburg Eleonora Magdalena von Pfalz-Neuburg   |
| 51 | Karol III III. Károly               |  | 1 października 1685 Wiedeń | 20 października 1740 Wiedeń     | 17 kwietnia 1711                                  | 20 października 1740      | Leopold I Habsburg Eleonora Magdalena von Pfalz-Neuburg   |
| 52 | Maria II Teresa II. Mária Terézia   |  | 13 maja 1717 Wiedeń        | 29 listopada 1780 Wiedeń        | 20 października 1740                              | 29 listopada 1780         | Karol III Habsburg Elżbieta von Braunschweig-Wolfenbüttel |

### Dom Habsbursko-Lotaryński
| #  | Imię                                        |  | Urodzony                              | Zmarł                        | Początek panowania                             | Koniec panowania         | Rodzice                                               |
| -- | ------------------------------------------- |  | ------------------------------------- | ---------------------------- | ---------------------------------------------- | ------------------------ | ----------------------------------------------------- |
| 53 | Józef II II. József                         |  | 13 marca 1741 Wiedeń                  | 20 lutego 1790 Wiedeń        | 29 listopada 1780 Koregent od 23 września 1765 | 20 lutego 1790           | Franciszek I Lotaryński Maria Teresa Habsburg         |
| 54 | Leopold II II. Lipót                        |  | 5 maja 1747 Wiedeń                    | 1 marca 1792 Wiedeń          | 20 lutego 1790                                 | 1 marca 1792             | Franciszek I Lotaryński Maria Teresa Habsburg         |
| 55 | Franciszek Ferenc                           |  | 12 lutego 1768 Florencja              | 2 marca 1835 Wiedeń          | 1 marca 1792                                   | 2 marca 1835             | Leopold II Habsburg Maria Ludwika Hiszpańska          |
| 56 | Ferdynand V Dobrotliwy V. Jóságos Ferdinánd |  | 19 kwietnia 1793 Wiedeń               | 29 czerwca 1875 Praga        | 2 marca 1835 Koregent od 28 września 1830      | 2 grudnia 1848 Abdykował | Franciszek II Habsburg Maria Teresa Burbon-Sycylijska |
| 57 | Franciszek Józef I I. Ferenc József         |  | 18 sierpnia 1830 Schönbrunn           | 21 listopada 1916 Schönbrunn | 2 grudnia 1848                                 | 21 listopada 1916        | Franciszek Karol Habsburg Zofia Wittelsbach           |
| 58 | Karol IV IV. Károly                         |  | 17 sierpnia 1887 Persenbeug-Gottsdorf | 1 kwietnia 1922 Funchal      | 21 listopada 1916                              | 16 listopada 1918        | Otto Franciszek Austriacki Maria Józefa Wenttyn       |